# 미래의 우리는 알고 있어
〈미래의 우리는 알고 있어〉(未来の僕らは知ってるよ 미라이노 보쿠와 싯테루요[*])는 Aqours(아쿠아)의 싱글이다. 2017년 10월 25일에 란티스에서 발매되었다.

## 개요
- 전작 〈SUMMER VACATION〉에서 약 3개월만의 싱글이다.
- 타이틀곡 〈미래의 우리는 알고 있어〉는 TV 애니메이션 《러브 라이브! 선샤인!!》의 제2기 오프닝 테마곡이다.

## 수록곡
| #  | 제목                                               | 재생 시간 |
| -- | -------------------------------------------------- | --------- |
| 1. | 〈未来の僕らは知ってるよ→미래의 우리는 알고 있어〉 |           |
| 2. | 〈君の瞳を巡る冒険→너의 눈동자를 둘러싼 모험〉     |           |
| 3. | 〈未来の僕らは知ってるよ〉 (Off Vocal)             |           |
| 4. | 〈君の瞳を巡る冒険〉 (Off Vocal)                   |           |

## 성적
- 오리콘 차트 최고 순위
  - 주간 3위
  - 데일리 2위
  - 애니 주간 1위
- 빌보드 차트 최고 순위
  - 3위 (Billboard JAPAN HOT 100)
  - 3위 (Billboard JAPAN Top Singles Sales)
  - 1위 (Billboard JAPAN HOT Animation)
- 아이튠즈: 최고 1위